# Copropriété divise au Québec
La copropriété divise au Québec est traitée comme une modalité de la propriété. On dit que la copropriété est divise lorsque le droit de propriété se répartit entre les propriétaires par fractions comprenant chacune une partie privative, matériellement divisée, et une quote-part des parties communes.
C'est la raison pour laquelle les articles relatifs à la copropriété se retrouvent dans le titre deuxième du Code civil du Québec, intitulé DE LA PROPRIÉTÉ. Les articles 1009 et suivant du Code civil du Québec organisent la copropriété par un dispositif fortement inspiré de la loi du 10 juillet 1965 française. Les juristes canadiens ont très soigneusement consulté le droit positif français afin d'organiser une situation qui reste délicate sous tous les régimes juridiques. Les articles 1012 à 1037 concernent la copropriété indivise. Les articles 1038 à 1109 concernent la copropriété divise. Le terme américain condominium est souvent utilisé informellement.
Pour la réforme du Code civil entré en vigueur le 1er janvier 1994, le législateur québécois s'est aussi inspiré d'autres régimes plus proches de son territoire comme la législation de l'Ontario ainsi que celle de plusieurs États américains (Connecticut, etc.).
Bien que le régime de la copropriété québécoise s'inspire fortement de la loi (française) de 1965, des différences majeures persistent:
1. Pour ce qui est du vocabulaire, on parle de « déclaration de copropriété » et non de « règlement de copropriété » comme en France.

Au Québec, la déclaration est divisée en trois parties : acte constitutif, état descriptif des fractions (au lieu d'« état descriptif de division ») et règlements de l'immeuble ; ce qui permet des modalités d'exécution contractuelles avec des degrés d'obligations différentes.
1. Concernant la gestion de copropriété : Un gérant de copropriété est choisi, comme pour tout autre prestataire de service, par le conseil d'administration. Les copropriétaires sont seulement consultés sur le budget annuel, et donc le budget relatif au contrat du gérant, comme pour tout contrat[2].
2. On utilise aussi l'expression « fraction de copropriété » pour désigner le lot de copropriété.
3. Les tantièmes de copropriétés comme en France et en Belgique sont, au Québec, plutôt des valeurs relatives des fractions ; une fraction comprend ainsi une partie privative et une quote-part des parties communes.
4. Enfin la loi française de 1965 ignore la notion de fonds de prévoyance en usage en Amérique du Nord et spécialement au Québec ainsi que dans toutes les provinces canadiennes où cette condition est d'ordre public.

## Principes de fonctionnement

### La déclaration de copropriété
La déclaration de copropriété est à la fois un acte constitutif et un contrat régissant les droits, devoirs et responsabilités des différents acteurs: le déclarant/promoteur, les copropriétaires, les administrateurs, le syndicat, les locataires et occupants.
À la publication de la déclaration de copropriété est créée le syndicat de copropriété, soit la personne morale qui agira en vue de la gestion et de l'administration de l'immeuble,. L'octroi de la personnalité juridique permet notamment au syndicat de signer tous contrats en son nom propre et de se représenter lui-même dans toutes procédures sans devoir y mettre en cause ses copropriétaires.
Le syndicat de copropriété est géré et administré tel une hydre à deux têtes : certains pouvoirs étant dévolus à l'assemblée des copropriétaires tandis que d'autres sont dévolus au conseil d'administration.
La déclaration de copropriété est divisée en trois parties:
1. L'acte constitutif de copropriété : il s'agit probablement de la partie la plus importante en raison de son contenu mais aussi du fait qu'une fois rédigée et publiée il sera difficile d'obtenir la double majorité requise en assemblée de copropriétaires afin de la modifier[5]. Elle contient la définition de la destination de l'immeuble, des parties privatives, et des parties communes. Elle détermine aussi la valeur relative de chaque fraction ainsi que la méthode suivie pour l'établir. Enfin, l'article 1053 du Code civil du Québec indique qu'elle prévoit aussi toute convention relative à l'immeuble ou à ses parties privatives ou communes. Cette notion de convention reste vague est difficile encore aujourd'hui à distinguer de ce que doit contenir le règlement de l'immeuble, plus spécifiquement en ce qui concerne l'imposition de pénalités aux copropriétaires récalcitrants. Finalement, l'acte constitutif prévoit aussi les pouvoirs et devoirs respectifs du syndicat et de l'assemblée des copropriétaires.
2. Le règlement de l'immeuble : le règlement intérieur régit les règles de vie interne quotidiennes, soit celles relatives à la jouissance, à l'usage et à l'entretien des parties privatives et communes, ainsi que celles relatives à l'administration et au fonctionnement de la copropriété. C'est le règlement qui prévoit notamment le nombre d'administrateurs et leur mode d'élection, ainsi que les règles relatives à la tenue de l'assemblée des copropriétaires. C'est aussi le règlement qui énumère les interdictions diverses tel que la possession d'objets potentiellement dangereux, les règles relatives aux travaux dans les parties privatives et à la présence d'animaux.
3. L'acte descriptif des fractions : il s'agit de la dernière partie de la déclaration. Elle se limite souvent à énumérer les numéros de lots privatifs et de lots communs. Il contient aussi une désignation des droits réels grévant l'immeuble ou existant en sa faveur, or en réalité on observe de plus en plus que la description de ces droits réels est contenue à l'acte constitutif.

### Destination de l'immeuble
La destination de l'immeuble est un élément majeur de la copropriété divise au Québec. le copropriétaire ou l'acheteur potentiel trouvera une définition de la destination de l'immeuble dans la déclaration de copropriété pour partie seulement. Plus spécifiquement, c'est l'acte constitutif de copropriété qui établira non seulement la destination de l'immeuble mais aussi celle des parties privatives et des parties communes.
Quoique la notion de destination d'immeuble soit vague, elle n'en reste pas moins un élément d'interprétation de la vie dans une copropriété spécifique plutôt qu'une autre. On pourrait trouver des restrictions justifiées dans le cadre d'une copropriété dont la nature est strictement résidentielle tandis qu'elle serait totalement injustifiée dans le cadre d'une copropriété dont la destination d'origine est un condo-hôtel ou encore de résidence pour personnes âgées.
L'article 1056 du Code civil du Québec reprend le principe qu'il est parfois nécessaire de protéger la minorité de la tyrannie de la majorité lorsqu'il édicte que ne sont permises que les restrictions justifiées par la destination de l'immeuble, ses caractères ou sa situation. Ainsi, il fut décidé qu'une copropriété ne pouvait pas modifier sa déclaration de copropriété en vue d'interdire totalement les animaux, il est toutefois possible de moduler le droit en limitant le nombre d'animaux et leur poids,.
Cette même logique s'applique quant au droit du copropriétaire de louer son « condo ». Un syndicat pourra moduler le droit des copropriétaires en limitant la location à un minimum d'un an afin d'éviter les va-et-vient de la location court-terme mais il ne pourra pas purement et simplement interdire aux copropriétaires de louer. Et dans le contexte de condo-hôtel, il devient alors impossible d'envisager une telle modulation de bail à un an minimum.

## Organismes à but non lucratif
À ce sujet, l'Association des Syndicats de Copropriété du Québec (ASCQ) s'inscrit comme un acteur majeur dans le paysage de la copropriété au Québec, en offrant une représentation et un accompagnement essentiel aux copropriétaires et syndicats de copropriété face aux défis juridiques et pratiques de la gestion de copropriété.